# Kiểm soát trên không

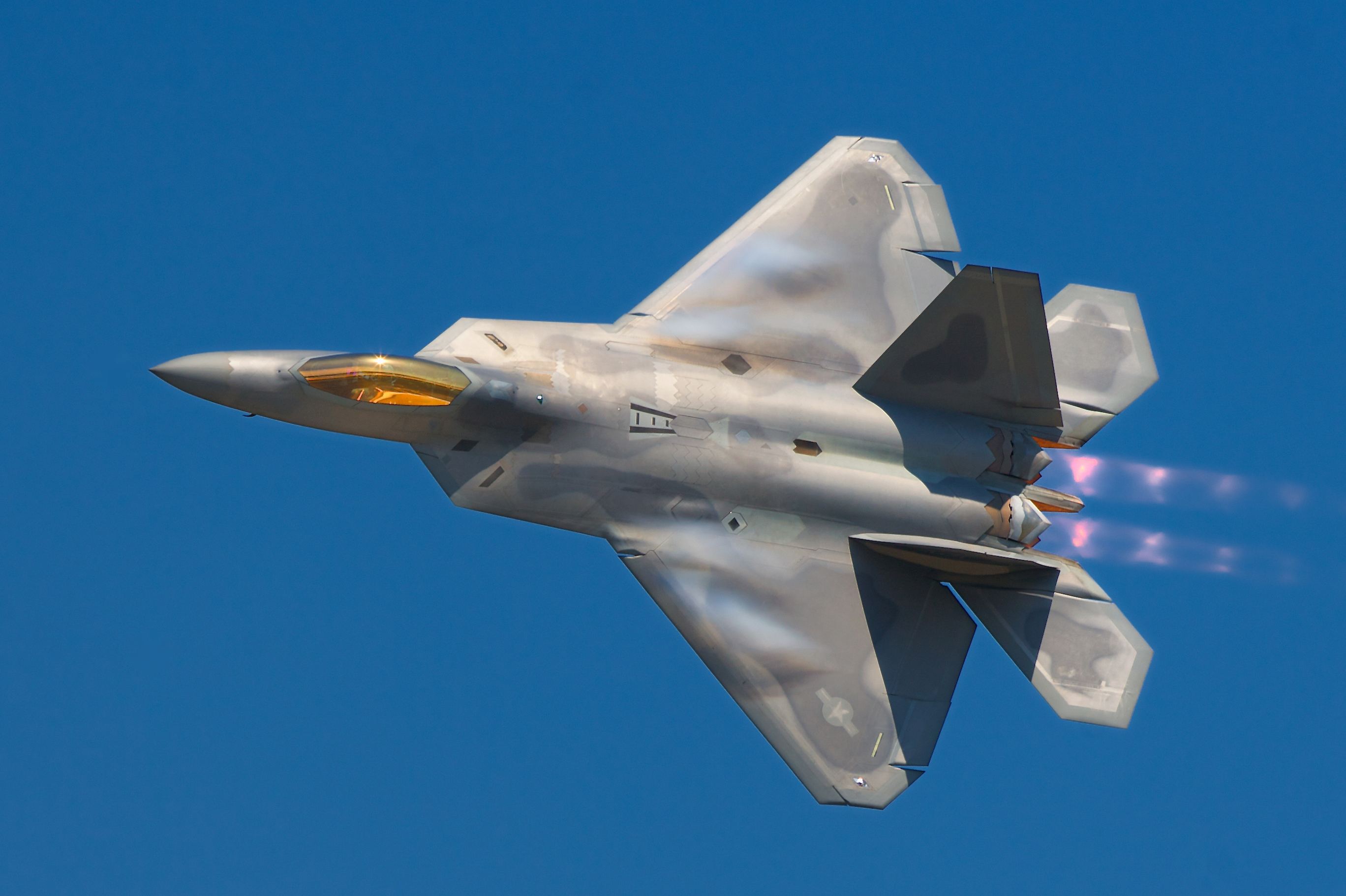
Một chiếc F-22 Raptor của Không quân Hoa Kỳ, loại máy bay tàng hình chiến đấu chiếm ưu thế trên không thuộc thế hệ thứ năm.

Kiểm soát trên không, Kiểm soát hàng không, hay Kiểm soát không quân là khái niệm quân sự mô tả tình trạng một lực lượng không quân nắm ưu thế trên không trong một cuộc chiến tranh trước quân đối phương.
Không quân ngày càng trở thành lực lượng thiết yếu mạnh mẽ cho một đạo quân. Nắm giữ vai trò quan trọng trong chiến tranh, điều này được các nhà hoạch định quân sự xem là cần thiết. Khi bầu trời được kiểm soát, không quân có thể hỗ trợ mạnh mẽ cho lực lượng mặt đất, và qua đó quyết định nhanh chóng đến ưu thế chiến thắng.
Hoạt động kiểm soát hàng không bao gồm loại bỏ khả năng không quân và phòng không quân địch, vận chuyển nhanh chóng hậu cần quân sự, triển khai quân đội đến các vị trí chiến đấu nhanh nhất như lính dù.